# Verisäkeet
Albums de Moonsorrow
Kivenkantaja Viides Luku: Hävitetty
Verisäkeet (Les Vers de Sang) est le quatrième album du groupe finlandais Moonsorrow. Il est sorti en 2005.
Selon le groupe, les titres de l'album sont à écouter en une seule fois, car ils sont davantage des parties d'une seule et unique composition plutôt que des titres individuels.

## Listes des titres
1. Karhunkynsi - 14:00
2. Haaska - 14:42
3. Pimeä - 14:08
4. Jotunheim - 19:28
5. Kaiku - 08:19

## Musiciens
- Ville Sorvali - Chant, Basse, Chœurs
- Marko Tarvonen - Batterie, Percussions, Guitare acoustique, Chœurs
- Mitja Harvilahti - Guitares, Chœurs
- Henri Sorvali - Guitares, Clavier, Guitare acoustique, Accordéon, Guimbarde, Flûte irlandaise, Chœurs
- Markus Eurén - Clavier, Chœurs

### Guests
- Hittavainen - Violon, Jouhikko, Flûte à bec
- Frostheim - Kantele
- Blastmor - Chant
- Janne Perttilä - Chœurs
- Jukka Varmo - Chœurs